# سفارة سلوفينيا في المجر
سفارة سلوفينيا في المجر هي أرفع تمثيل دبلوماسي لدولة سلوفينيا لدى المجر. تقع السفارة في 2nd district of Budapest ‏ وهي تهدف لتعزيز المصالح السلوفينية في المجر.

## وصلات خارجية
- الموقع الرسمي
- قائمة سفارات سلوفينيا
- قائمة السفارات في المجر